# Август цу Ойленбург
Граф Август Людвіг Трауготт Бото цу Ойленбург (нім. August Ludwig Traugott Botho Graf zu Eulenburg; 23 жовтня 1838, Кенігсберг — 16 червня 1921, Берлін) — німецький політик і офіцер, генерал піхоти Прусської армії.

## Біографія

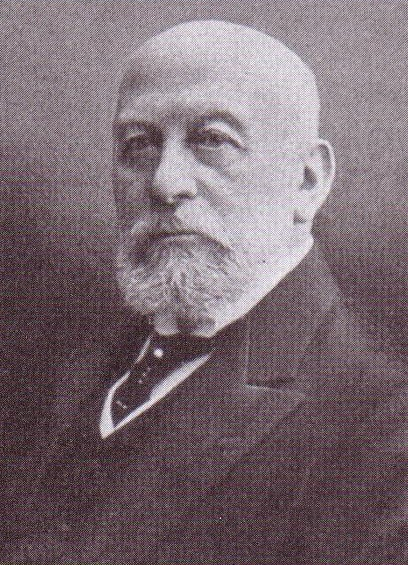

Представник знатного прусського роду. Син юриста Бото Генріха цу Ойленбурга (1804–1879) і його дружини Терези, уродженої графині Денгофф (1806–1885).
Після закінчення гімназії Марієнвердера 1 листопада 1856 року вступив в 1-й гвардійський піхотний полк прусської армії як гренадер і 13 квітня 1858 був вироблений в другі лейтенанти. У 1860/62 роках він брав участь як аташе в експедиції до Східної Азії під командуванням Фрідріха Альбрехта цу Ойленбурга. Після повернення 1865 року він став особистим ад'ютантом наслідного принца, майбутнього імператора Фрідріха III. У 1868 році призначений гофмаршалом. З 1879 по 1890 рік також був членом Генеральної комісії порядку. З 1883 по 1914 він обіймав посаду церемоніймейстера. Ойленбург був обергофмаршалом Вільгельма II з 1890 по 1914 рік. Він вийшов у відставку з дійсної військової служби у 1889 році в званні оберста, але був підвищений до генерал-майора у 1891 році, до генерал-лейтенанта у 1895 році і, відповідно, до генерала піхоти 18 жовтня 1904 року. З 1907 по 1918 рік Ойленбург був міністром королівського дому та членом прусської палати панів.
Після Листопадової революції до кінця життя був генеральним уповноваженим дому Гогенцоллернів.

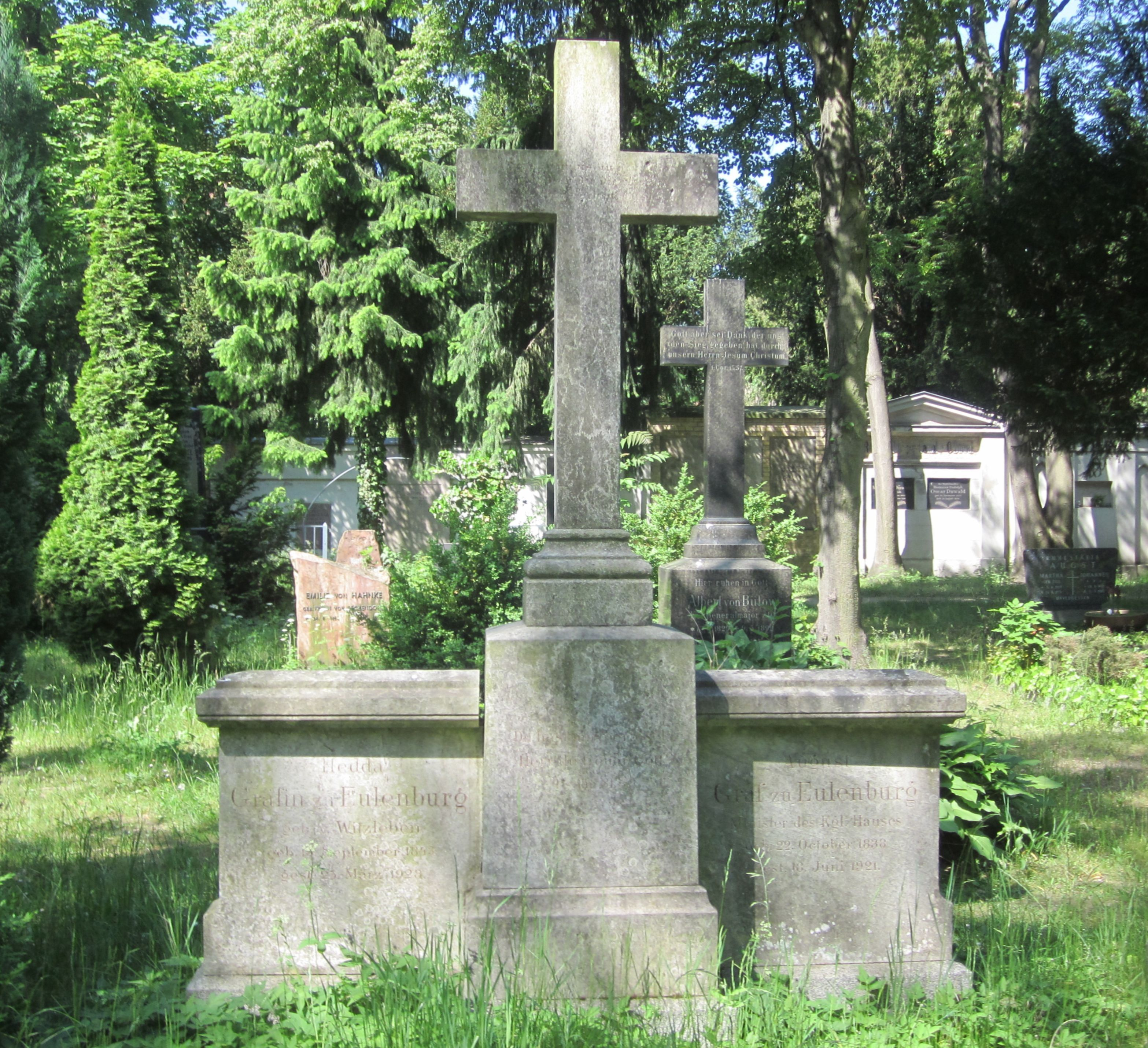
Могила Ойленбурга.

Похований цвинтарі Святої Трійці у берлінському районі Кройцберг. Він спочиває там поряд зі своєю дружиною. Неподалік знаходиться подвійна могила їх синів Бото і Віктора, а також могила старшого брата Бото (1831–1912).

## Сім'я
26 вересня 1864 року одружився з Гедвіг «Геддою» Аделаїдою Герміною фон Віцлебен (1843–1928). В пари народились 5 дітей: Бото (1866–1880), Ванда (1867), Віктор (1870–1908), Вендт (1876) і Вікторія (1882).

## Нагороди[3]

### Німецька імперія

#### Королівство Пруссія
- Орден Червоного орла
  - 4-го класу (1866)
  - 2-го класу з дубовим листям і мечами на кільці та зіркою
    - орден (1876)
    - зірка (6 червня 1879)

  - великий хрест з короною
- Залізний хрест 2-го класу
- Королівський орден дому Гогенцоллернів
  - лицарський хрест (6 січня 1875)[4]
  - командорський хрест із зіркою (27 січня 1893)[5]
  - великий командорський хрест
- Князівський орден дому Гогенцоллернів, почесний хрест 1-го класу
- Орден Корони (Пруссія) 1-го класу (22 березня 1886)[4]
- Медаль «За вислугу років у ландвері» (Пруссія) 2-го класу
- Орден Чорного орла з ланцюгом в діамантах
- Столітня медаль
- Орден Заслуг Прусської Корони (2 липня 1905)
- Почесний громадянин міста Потсдам (1913)[6]

#### Велике герцогство Баденське[7]
- Орден Церінгенського лева
  - командорський хрест 1-го класу з мечами (1870)
  - великий хрест (1893)
- Орден Вірності (Баден) (1904)

#### Королівство Вюртемберг[8]
- Орден Вюртемберзької корони
  - почесний хрест з мечами (1870)[9]
  - великий хрест (1892)
- Орден Фрідріха (Вюртемберг), великий хрест (1872)

#### Велике герцогство Гессен
- Орден Філіппа Великодушного, великий хрест з короною
  - орден (18 лютого 1878)[10]
  - корона (24 травня 1888)
- Орден Людвіга (Гессен-Дармштадт), великий хрест (6 травня 1892)

#### Королівство Баварія
- Орден Святого Михайла (Баварія), великий хрест (1886)[11]
- Орден Громадянських заслуг Баварської корони (1897)[11]
- Орден Святого Губерта (1902)[11]
- Орден «За військові заслуги» (Баварія) 1-го класу

#### Королівство Саксонія[12]
- Орден Альберта (Саксонія), великий хрест із золотою зіркою (1891)
- Орден Рутової корони (1897)

#### Шаумбург-Ліппе
- Орден дому Ліппе, почесний хрест 1-го класу
- Медаль «За військові заслуги» (Ліппе)

#### Інші держави або династії
- Орден дому Саксен-Ернестіне, великий хрест (1874)
- Орден Білого Сокола, великий хрест (Велике герцогство Саксен-Веймар-Айзенаське; 1876)
- Орден Заслуг герцога Петра-Фрідріха-Людвіга, великий хрест з ланцюгом (Велике герцогство Ольденбург)
  - великий хрест (18 лютого 1878)[13]
- Орден Вендської корони, великий хрест із золотою короною (Мекленбург; 22 березня 1884)[14]
- Орден Альберта Ведмедя, великий хрест з короною (Герцогство Ангальт)
  - орден без корони (1890)[15]
- Орден Генріха Лева, великий хрест (Герцогство Браунвейг)
- Хрест «за військові заслуги» 1-го класу для офіцерів (Вальдек-Пірмонтське князівство)
- Орден дому Ліппе, почесний хрест 1-го класу (Ліппе-Детмольд)

### Австро-Угорщина[16]
- Орден Залізної Корони 1-го класу (1872)
- Орден Леопольда (Австрія), великий хрест (1889)
- Королівський угорський орден Святого Стефана, великий хрест з діамантами
  - орден (1897)
  - діаманти (1908)

### Швеція
- Орден Полярної зірки, великий хрест (16 серпня 1873)
- Орден Вази, великий хрест (31 серпня 1888)
- Орден Серафимів (6 червня 1908)[17]

### Данія
- Орден Данеброг, великий хрест з діамантами
  - орден (19 серпня 1873)
  - діаманти (29 червня 1890)
- Орден Слона (3 квітня 1903)

### Бельгія
- Орден Леопольда I, велика стрічка
- Орден Африканської Зірки, великий хрест

### Третє болгарське царство
- Орден «Святий Олександр», великий хрест
- Орден «За громадянські заслуги» (Болгарія), великий хрест з діамантами

### Королівство Італія
- Орден Святих Маврикія та Лазаря, великий хрест
- Орден Корони Італії, великий хрест
- Орден Святого Йосипа, великий хрест

### Люксембург
- Орден Золотого Лева Нассау
- Орден Дубового вінця, великий хрест

### Османська імперія
- Орден «Османіє» 1-го класу
- Орден Меджида 1-го класу
- Орден Слави (Османська імперія)

### Каджарський Іран
- Орден Портрету Володаря
- Орден Лева і Сонця 1-го ступеня

### Королівство Португалія
- Орден Непорочного зачаття Діви Марії Віла-Вісозької, великий хрест
- Авіський орден, великий хрест

### Російська імперія
- Орден Андрія Первозванного
- Орден Святого Олександра Невського
- Орден Святої Анни 1-го ступеня з алмазами
- Орден Святого Володимира 2-го ступеня

### Королівство Сербія
- Орден Білого Орла (Сербія), великий хрест
- Орден Таквського хреста, великий хрест

### Інші країни
- Королівський Вікторіанський орден, почесний великий хрест (Британська імперія; 23 листопада 1899)[18]
- Орден Святого Олафа, великий хрест (Норвегія; 2 липня 1890)[19]
- Орден Карлоса III, великий хрест з ланцюгом (Іспанія; 12 липня 1900)
- Орден Спасителя, великий хрест (Грецьке королівство)
- Орден Пія IX, великий хрест (Ватикан)
- Орден Вранішнього Сонця 1-го класу (Японська імперія)
- Орден Святого Карла (Монако), великий хрест
- Орден Нідерландського лева, великий хрест
- Орден Подвійного дракона 1-го ступеня, 3-й класу (Китай)
- Орден Зірки Румунії, великий хрест
- Орден Білого слона, великий хрест (Сіам)